# Espen Nystuen
Espen Nystuen (Kongsvinger, 19 dicembre 1981) è un allenatore di calcio, dirigente sportivo ed ex calciatore norvegese, di ruolo centrocampista.

## Biografia
È il figlio di Erik Nystuen, ex calciatore.

## Carriera

### Giocatore

#### Club

##### Kongsvinger
Nystuen ha iniziato la carriera con la maglia del Kongsvinger. Ha esordito nella 1. divisjon con questa maglia in data 22 aprile 2001, schierato titolare nel successo per 0-1 sul campo del Mandalskameratene, proprio grazie ad una sua rete. A fine stagione, però, la squadra non è riuscita ad evitare la retrocessione nella 2. divisjon. Nystuen è rimasto però in forza al Kongsvinger e ha contribuito alla promozione del campionato 2003. L'anno seguente, il club ha raggiunto il 3º posto finale, ma non è riuscito poi a vincere gli incontri di qualificazione all'Eliteserien (Nystuen è stato titolare in entrambe le sfide contro il Bodø/Glimt). È rimasto al Kongsvinger fino al termine del campionato 2005.

##### Stabæk
In data 23 febbraio 2006, è stato reso noto il suo passaggio allo Stabæk, compagine di Eliteserien. Il 9 aprile dello stesso anno, così, ha debuttato nella massima divisione norvegese: è subentrato ad Alanzinho nel pareggio a reti inviolate contro il Sandefjord. È rimasto in squadra per le successive due stagioni, non riuscendo ad imporsi come titolare e totalizzando 27 presenze tra campionato e coppa.

##### Sandefjord
Il 5 marzo 2008 è passato al Sandefjord, club militante in 1. divisjon. Ha esordito il 6 aprile, nella sconfitta per 2-1 in casa dell'Odd Grenland. Il 12 aprile ha siglato il primo gol per il club, sancendo il definitivo 2-1 che permise al Sandefjord di superare il Sandnes Ulf. Al termine della stagione, la squadra ha centrato la promozione nell'Eliteserien.
Il 19 aprile 2009, così, è andato a segno nel pareggio per 1-1 contro il Bodø/Glimt: ha firmato in questo modo il primo gol nella massima divisione norvegese. La squadra ha raggiunto la salvezza, ma al termine dell'Eliteserien 2010 è retrocessa in 1. divisjon. Proprio nel 2010, Nystuen è stato capitano del Sandefjord. Il club si è classificato al 3º posto nel campionato 2011, mancando la promozione. Nystuen è rimasto poi svincolato alla fine della stessa stagione.

##### Lillestrøm
Il 6 marzo 2012, Nystuen ha iniziato a sostenere un provino per il Lillestrøm. Il 15 marzo ha raggiunto un'intesa contrattuale con il club, firmando un accordo annuale. Ha scelto la maglia numero 4. Ha esordito in squadra il 24 marzo, schierato titolare nel pareggio a reti inviolate sul campo dell'Hønefoss. Il 28 luglio ha segnato l'unica rete in squadra, nel pareggio casalingo per 1-1 contro il Molde. Ha chiuso la stagione con 20 presenze e una rete, tra campionato e coppa.

##### Il ritorno al Kongsvinger
Il 21 dicembre 2012, è ritornato ufficialmente al Kongsvinger, con la doppia mansione di giocatore e dirigente: l'accordo sarebbe stato valido a partire dal 1º gennaio 2013. Al termine del campionato 2013, il Kongsvinger è retrocesso in 2. divisjon.
Il 26 settembre 2015, con la vittoria per 4-0 sul Nardo, il suo Kongsvinger si è assicurato la promozione in 1. divisjon con quattro giornate d'anticipo sulla fine del campionato.

### Dopo il ritiro
Il 30 settembre 2020 è stato nominato nuovo allenatore del Kongsvinger.

## Statistiche

### Presenze e reti nei club
Statistiche aggiornate al 1º gennaio 2017.
| Stagione           | Club               | Campionato         | Campionato | Campionato | Coppe nazionali | Coppe nazionali | Coppe nazionali | Coppe continentali | Coppe continentali | Coppe continentali | Supercoppe | Supercoppe | Supercoppe | Totale | Totale |
| Stagione           | Club               | Comp               | Pres       | Reti       | Comp            | Pres            | Reti            | Comp               | Pres               | Reti               | Comp       | Pres       | Reti       | Pres   | Reti   |
| ------------------ | ------------------ | ------------------ | ---------- | ---------- | --------------- | --------------- | --------------- | ------------------ | ------------------ | ------------------ | ---------- | ---------- | ---------- | ------ | ------ |
| 2001               | Kongsvinger        | 1D                 | 27         | 1          | CN              | 1               | 0               | -                  | -                  | -                  | -          | -          | -          | 28     | 1      |
| 2002               | Kongsvinger        | 2D                 | 15         | 0          | CN              | 0               | 0               | -                  | -                  | -                  | -          | -          | -          | 15     | 0      |
| 2003               | Kongsvinger        | 2D                 | 24         | 4          | CN              | 2               | 1               | -                  | -                  | -                  | -          | -          | -          | 26     | 5      |
| 2004               | Kongsvinger        | 1D                 | 27+2       | 2+0        | CN              | 3               | 0               | -                  | -                  | -                  | -          | -          | -          | 32     | 2      |
| 2005               | Kongsvinger        | 1D                 | 24         | 2          | CN              | 2               | 0               | -                  | -                  | -                  | -          | -          | -          | 26     | 2      |
| 2006               | Stabæk             | ES                 | 15         | 0          | CN              | 1               | 0               | -                  | -                  | -                  | -          | -          | -          | 16     | 0      |
| 2007               | Stabæk             | ES                 | 9          | 0          | CN              | 2               | 0               | -                  | -                  | -                  | -          | -          | -          | 11     | 0      |
| Totale Stabæk      | Totale Stabæk      | Totale Stabæk      | 24         | 0          |                 | 3               | 0               |                    | -                  | -                  |            | -          | -          | 27     | 0      |
| 2008               | Sandefjord         | 1D                 | 27         | 2          | CN              | 3               | 2               | -                  | -                  | -                  | -          | -          | -          | 30     | 2      |
| 2009               | Sandefjord         | ES                 | 27         | 1          | CN              | 1               | 0               | -                  | -                  | -                  | -          | -          | -          | 28     | 1      |
| 2010               | Sandefjord         | ES                 | 29         | 1          | CN              | 2               | 0               | -                  | -                  | -                  | -          | -          | -          | 31     | 1      |
| 2011               | Sandefjord         | 1D                 | 27         | 3          | CN              | 3               | 0               | -                  | -                  | -                  | -          | -          | -          | 30     | 3      |
| Totale Sandefjord  | Totale Sandefjord  | Totale Sandefjord  | 110        | 7          |                 | 9               | 2               |                    | -                  | -                  |            | -          | -          | 119    | 9      |
| 2012               | Lillestrøm         | ES                 | 18         | 1          | CN              | 2               | 0               | -                  | -                  | -                  | -          | -          | -          | 20     | 1      |
| 2013               | Kongsvinger        | 1D                 | 23         | 4          | CN              | 2               | 0               | -                  | -                  | -                  | -          | -          | -          | 25     | 4      |
| 2014               | Kongsvinger        | 2D                 | 15         | 1          | CN              | 2               | 0               | -                  | -                  | -                  | -          | -          | -          | 17     | 1      |
| 2015               | Kongsvinger        | 2D                 | 21         | 2          | CN              | 2               | 0               | -                  | -                  | -                  | -          | -          | -          | 23     | 2      |
| 2016               | Kongsvinger        | 1D                 | 22+2       | 1+0        | CN              | 5               | 0               | -                  | -                  | -                  | -          | -          | -          | 29     | 1      |
| Totale Kongsvinger | Totale Kongsvinger | Totale Kongsvinger | 198+4      | 16+0       |                 | 19              | 1               |                    | -                  | -                  |            | -          | -          | 221    | 18     |
| Totale             | Totale             | Totale             | 238+5      | 14+0       |                 | 28              | 2               |                    | -                  | -                  |            | -          | -          | 271    | 16     |